# Вилхелм Георг фон Кирхберг
Вилхелм Георг фон Кирхберг (на немски: Wilhelm Georg von Kirchberg; * 23 април 1751 в Хахенбург; † 7 февруари 1777 в Кирххаймболанден или в Хахенбург) е бургграф на Кирхберг, граф на Сайн-Хахенбург-Фарнрода и граф на Сайн-Витгенщайн.
Той е син на бургграф Вилхелм Лудвиг фон Кирхберг (1709 – 1751) и съпругата му Луиза фон Салм-Даун (1721 – 1791), дъщеря на вилд- и Рейнграф Карл фон Салм-Даун (1675 – 1733) и графиня Луиза фон Насау-Саарбрюкен-Отвайлер (1686 – 1773), дъщеря на граф Фридрих Лудвиг фон Насау-Отвайлер (1651 – 1728) и графиня Кристиана фон Алефелд (1659 – 1695).
Вилхелм Георг фон Кирхберг умира на 7 февруари 1777 г. на 25 години и е погребан в Хахенбург.

## Фамилия
Вилхелм Георг фон Кирхберг се жени на 1 юни 1771 г. в ОберГрайц за принцеса Изабела Августа Ройс-Грайц (* 7 август 1752; † 10 октомври 1824), дъщеря на княз Хайнрих XI Ройс-Грайц и графиня Конрадина Елеонора Ройс-Кьостриц (1719 – 1770), дъщеря на граф Хайнрих XXIV фон Ройс-Кьостриц. Те имат две дъщери:
- Луиза Изабела Александра Августа Хенриета Фридерика Мария фон Кирхберг (* 29 април 1772 в Хахенбург; † 6 януари 1827 във Виена), омъжена на 31 юли 1788 г. в Хахенбург за княз Фридрих Вилхелм фон Насау-Вайлбург (1768 – 1816)
- Каролина фон Кирхберг (* 10 ноември 1773; † 13 декември 1774)